# Marolles-en-Brie (Dolina Marny)

Położenie Marolles-en-Brie w ramach aglomeracji paryskiej

Marolles-en-Brie – miejscowość i gmina we Francji, w regionie Île-de-France, w departamencie Dolina Marny.
Według danych na rok 1990 gminę zamieszkiwało 4606 osób, a gęstość zaludnienia wynosiła 1003 osób/km² (wśród 1287 gmin regionu Île-de-France Marolles-en-Brie plasuje się na 341 miejscu pod względem liczby ludności, natomiast pod względem powierzchni na miejscu 708).